# Бхадраварман I
Бхадраварман I — тямский царь (дхармамахараджа), правивший в V — начале VI века на территории Центрального Вьетнама. Границы его государства, судя по всему, простирались от долины реки Тхубон (современная провинция Куангнам) на севере до устья реки Даранг (современная провинция Фуйен) на юге. Известен благодаря нескольким своим надписям, сохранившимся до наших дней. Считается основателем храмового комплекса Мишон и культа ишвары Бхадрешвары.

## Упоминание в тямских источниках
Бхадраварман известен по принадлежащим ему надписям из Мишона (храмовый комплекс А1, номер надписи С.72) и из Тёдинь (номер надписи С.41), сохранившимся в современных центральновьетнамских провинциях Куангнам и Фуйен соответственно. Возможно также, что ко времени Бхадравармана I (или его непосредственных преемников) принадлежат также надписи на санскрите, обнаруженные в Хонкуке (номер надписи С.105) и Тиемшоне (номер надписи С.147), также расположенных в провинции Куангнам, и текст на древнечамском языке, сохранившийся в Донг Йен Тяу (община Тиемшон, номер надписи С.174). Кроме того, сведения о Бхадравармане содержатся в более поздних надписях, найденных в Мишоне (надписи под номером C.73 и C.81).
С точки зрения палеографии, сохранившиеся надписи Бхадравармана I относятся к V веку, хотя некоторые исследователи (в частности, У. Саусворт, А.-В. Швейер) относят их к началу VI века. Содержание этих надписей не позволяет определить ни происхождение Бхадравармана, ни его место в череде ранних тямских правителей. Единственный ориентир даёт наскальная надпись из Мишона (С.73), из содержания которой следует, что Бхадраварман был предшественником царя Рудравармана, подтвердившего его земельные пожалования храму Бхадрешвары.

## Царство Бхадравармана
Размеры царства Бхадравармана можно определить довольно условно от долины реки Тхубон (современная провинция Куангнам) на севере до устья реки Даранг (современная провинция Фуйен) на юге, исключительно исходя из распространённости его надписей, дошедших до наших дней. Согласно французскому археологу и филологу-ориенталисту Луи Фино, сохранившиеся письменные памятники являются единственными свидетельствами сложной политической системы, включавшей в себя несколько речных долин Центрального Вьетнама от Тхубона до Даранга, название которой до нас не дошло. Как долго царство с центром в долине реки Тхубон распространялось на эти территории, достоверно неизвестно; вполне возможно, что после смерти Бхадравармана размеры его царства некоторым образом сократились.
В этих надписях в отношении подвластной Бхадраварману страны ещё не употребляется слово Чампа (Тямпа), при этом надписи содержат некоторые сведения о религии и социально-политическом устройстве его царства. Что касается религии, то при Бхадравармане был учреждён культ ишвары Бхадрешвары (Бхадрешварасвамина, в переводе «Благосклонный Господь»), сохранившийся и при последующих тямских царях. Кроме Бхадрешвары его подданные поклонялись индуистской Тримурти и стихиям, а также Агни и Притхиви. Если надпись из Донг Йен Тяу, судя по её шрифту, относится ко времени правления Бхадравармана, то при нём существовал ещё и культ царского змея-наги, а также была известна идея ада, куда попадали осквернители змея-наги, обречённые пребывать там вместе «с семью поколениями своей семьи». Бхадраварман пожаловал храму Бхадрешвары в Мишоне земельные владения, чётко определив их границы в надписи, обнаруженной в Тиемшоне (C.147). Размежевание земель для подтверждения границ пожалованных владений упоминается также в мишонских надписях под номерами C.72 и C.73A.
Надписи Бхадравармана повествуют о том, что он носил титул «великого царя» (махараджи) или «праведного великого царя» (дхармамахараджи) и существовали некие претенденты на царский титул (раджаматра), в них упоминаются храмы и рядовые крестьяне (кутумбины), вероятно, платившие храму десятую часть своих доходов (ануграха). Население царства Бхадравармана, судя по всему, было древнетямским (как минимум частично). Анализ надписей показывает существенный уровень разделения труда в этом царстве, упоминание царя, его родственников, служителей храмов, резчиков по камню, писцов, рабов и крестьян указывает на сложную организацию этого общества. При этом тексты Бхадравармана не содержат никакого указания ни на его армию, ни на флот.

## Отождествление с царями Линьи
Ранее предпринимались попытки отождествления Бхадравармана с тямскими царями Линьи, известными благодаря древнекитайским источникам, к примеру, Жорж Масперо отождествлял его с царём Фань Худой (ок. 382—413), а Жорж Сёдес — с царём Фань Фо (ок. 349—382), что с самого начала подвергалось критике (например, со стороны У. Саусворта). Современные исследования показывают, что прямолинейное отождествление данных древнекитайских источников о царстве Линьи и эпиграфических свидетельств долины реки Тхубон вряд ли возможно.